# Leptogaster pumila
Leptogaster pumila là một loài ruồi trong họ Asilidae. Leptogaster pumila được Macquart miêu tả năm 1834. Loài này phân bố ở vùng Cổ Bắc giới.